# Yucatec
Yucatec Maya, srednjoamerički indijanski narod naseljen na poluotoku Yucatán. Meksiko, u državama Campeche, Quintana Roo, Yucatán. Yucateci su izravni potomci starih Maya čija je civilizacija poznavala kalendar, arhitekturu i hijeroglifsko pismo što ih je obilježilo kao visokocivilizirani narod. Njihovi prvi srodnici koji također vuku porijeklo pravih Maya su Mopán, Lacandon, Itzá, Cruzob i Icaiche.
Potomci Maya znatnim dijelom su se uklopili u suvremeno meksičko društvo. Oni akulturirani žive u gradovima u španjolskom stilu, dok oni tradicionalniji, žive u selima od uzgoja tipičnih meksičkih kultura: kukuruza, graha, čilija i drugog bilja, služeći se tehnikom posijeci-i-spali. Glavno oruđe kojim se služe u obradi tla je kopačica, motika i mačeta. Svinje i kokoši također drže.
Današnja Yucatec-populacija iznosi oko 700,000 u Meksiku na poluotoku Yucatan, i oko 5,000 u Belizeu.